# Kgalagadi North
Kgalagadi North est un sous-district du Botswana.

## Villes
- Hukuntsi
- Hunhukwe
- Inalegolo
- Kang
- Lehututu
- Lokgwabe
- Make
- Monong
- Ncaang
- Ngwatle
- Phuduhudu
- Tshane
- Ukwi
- Zutswa